# 普里阿普斯
普里阿普斯是希腊神话中的生殖之神，他是酒神狄俄尼索斯和阿佛洛狄忒之子，是家畜、园艺、果树、蜜蜂的保护神。他以拥有一个巨大、永久勃起的菲勒斯（大阴茎）而闻名。在西方，他的名字是“阴茎异常勃起（Priapism）”一词的词源。
由于在帕里斯的评判中，阿佛洛狄忒要比赫拉美丽，因此恼怒的赫拉在阿佛洛狄忒怀孕时，普里阿普斯就在母亲腹中遭到了诅咒。赫拉诅咒他长出硕大而丑陋的各种器官，其中就包括巨大无比且一直挺立的生殖器。普里阿普斯出生后，阿佛洛狄忒发现自己的儿子竟然如此丑陋，于是就将他交给牧羊人抚养。

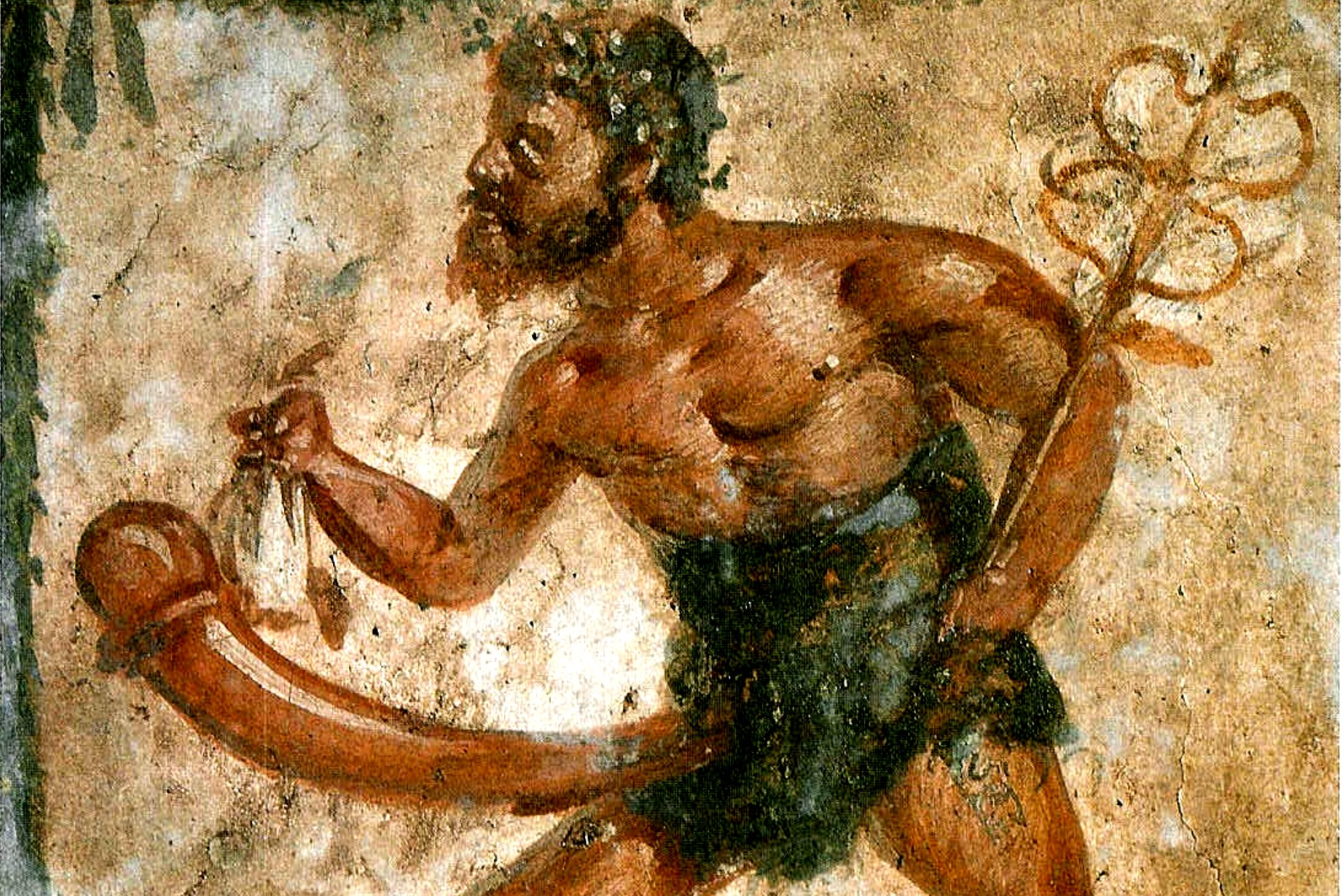
庞贝古城的普里阿普斯壁画
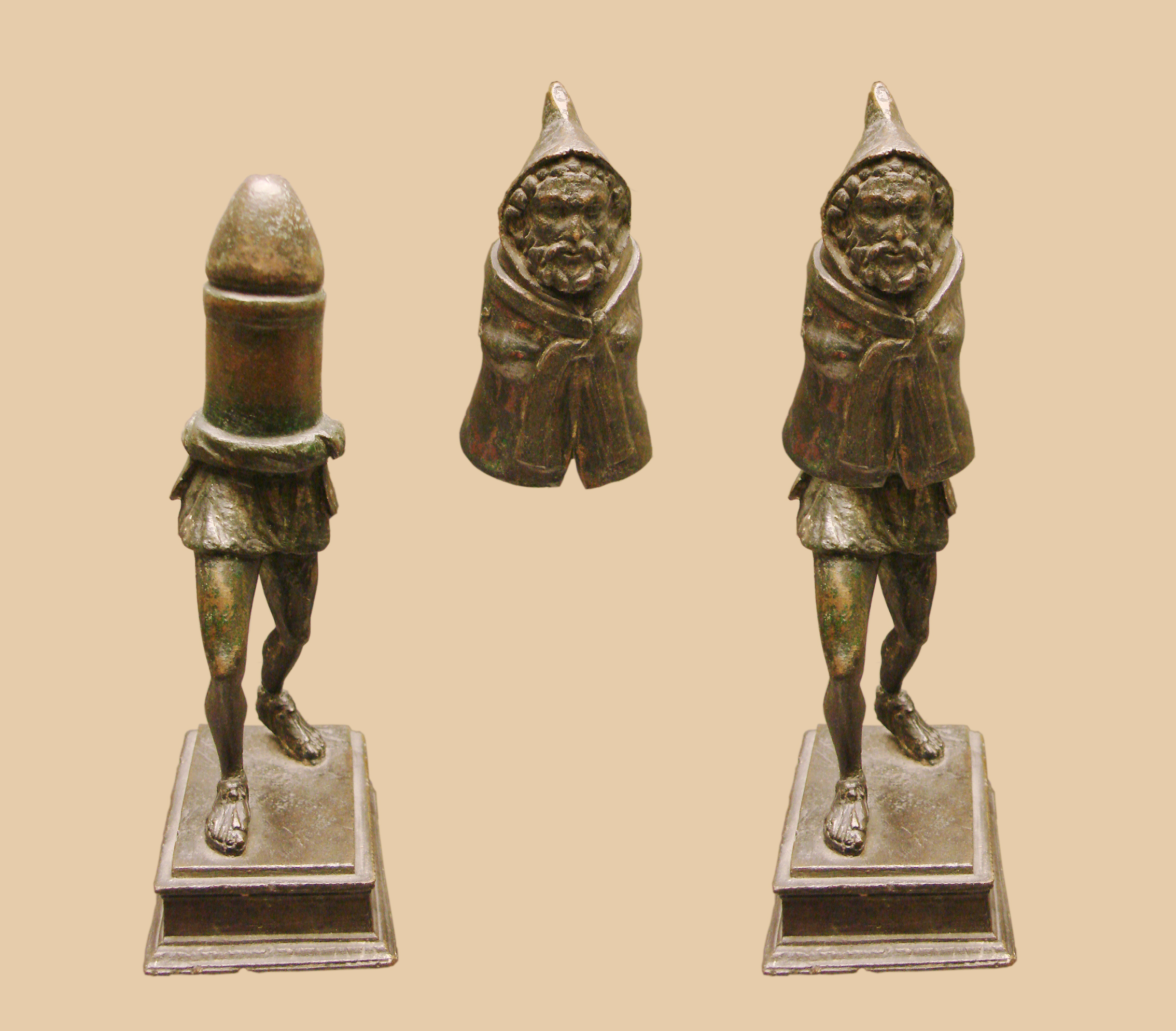
在法国北部发现的罗马时期普里阿普斯青铜雕像